# Пюхату

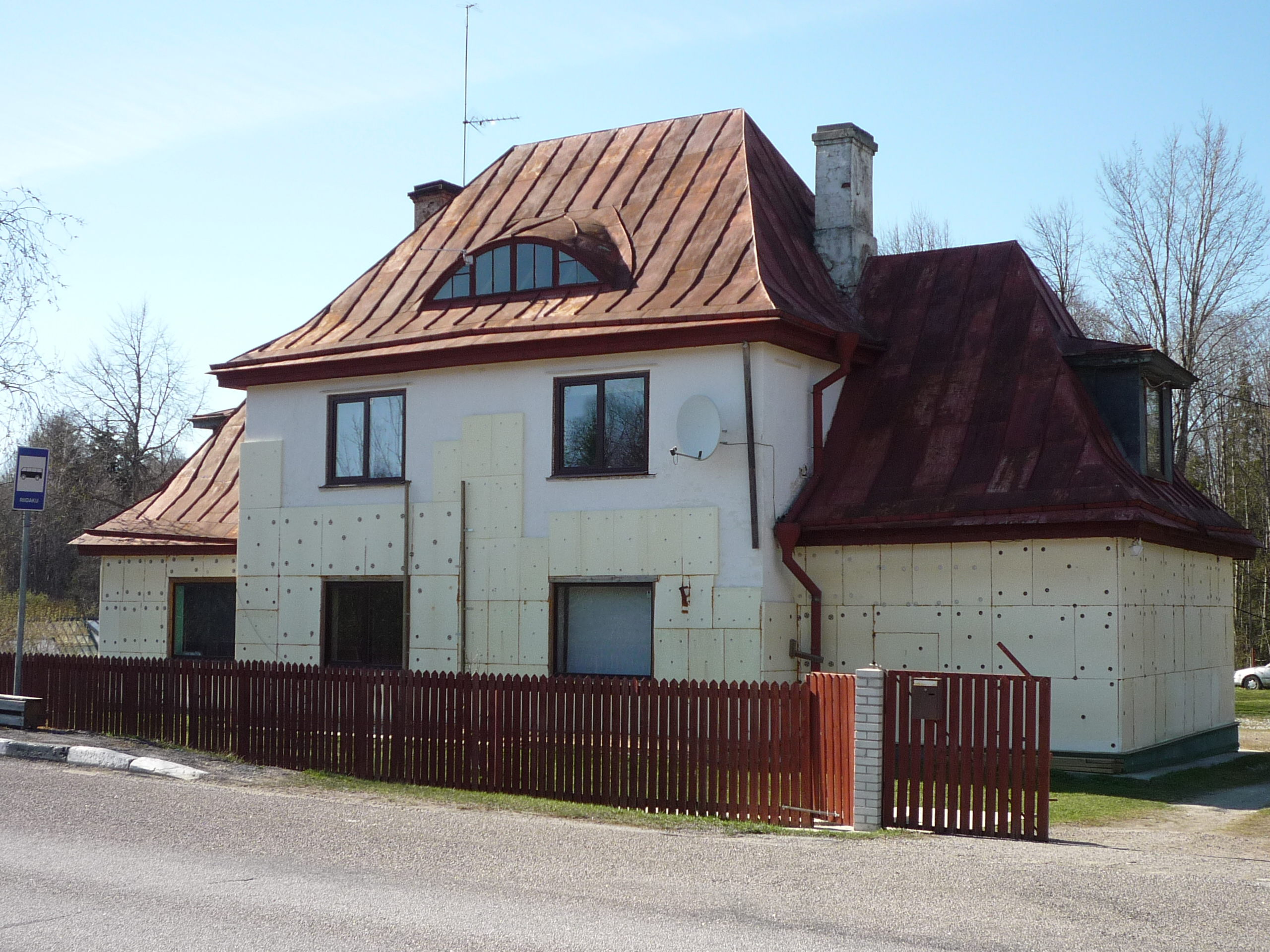
Бывший железнодорожный вокзал в Пюхату, 2009 год

Пю́хату (эст. Pühatu) — деревня в волости Мярьямаа уезда Рапламаа, Эстония.
До административной реформы местных самоуправлений Эстонии 2017 года входила в состав волости Райккюла.

## География и описание
Расположена в 17 километрах к юго-западу от уездного центра — города Рапла — и в 5,5 км к северо-востоку от волостного центра — посёлка Мярьямаа.
Высота над уровнем моря — 45 метров.
Официальный язык — эстонский. Почтовый индекс — 78421.

## Население
По данным переписи населения 2011 года, в деревне проживали 29 человек, все — эстонцы.
По данным переписи населения 2021 года, число жителей деревни составило 25 человек, все — эстонцы.
Численность населения деревни Пюхату по данным переписей населения:
| Год  | 1959 | 1970 | 2000 | 2011 | 2021 |
| ---- | ---- | ---- | ---- | ---- | ---- |
| Чел. | 46   | ↘ 33 | ↘ 30 | ↘ 29 | ↘ 25 |

## История
Впервые упоминается в 1241 году (Piatæ). В 1532 году упоминается Peat (мыза), в 1725 году — Pöhat (деревня и мыза).
С деревней Пюхату после 1930-х годов было объединено поселение, возникшее на землях бывшей мызы в 1920-х годах, после земельной реформы. В 1977–1997 Пюхату была часть деревни Рийдаку.